# Masajuki Janai
Masajuki Janai (japonsky 箭内 政之, Janai Masajuki; * 1959) je japonský astronom. Spolu se svým kolegou Kazuró Watanabem objevil na observatoři v Kitami v letech 1987 až 1992 27 asteroidů.
Jeho jméno nese asteroid 4260 Yanai.